# Phylica polifolia
Phylica polifolia är en brakvedsväxtart som först beskrevs av Vahl, och fick sitt nu gällande namn av Neville Stuart Pillans. Phylica polifolia ingår i släktet Phylica och familjen brakvedsväxter. Inga underarter finns listade i Catalogue of Life.